# Rmelan
Rmelan (en árabe: رميلان‎, en kurdo: Rimêlan) es una ciudad en la gobernación de Hasakah en el noreste de Siria. Administrativamente parte del nahiyah de Al Yaarubiyah, el distrito de Al Malikiya. Está ubicada a 900 km al noreste de Damasco, 165 km al noreste de Hasaka. La población de la ciudad ese caracteriza por la diversidad étnica: árabes, kurdos y asirios. Trabajadores de otras regiones sirias también residen en Rmelan.
La ciudad es famosa por ser uno de los principales centros de producción de petróleo de Siria. Los primeros trabajos de exploración petrolera en Rmelan comenzaron en 1934. Sin embargo, la ciudad fue fundada en 1956 con el descubrimiento del primer pozo petrolero de la región, en la zona de Karatchok. Más tarde, en 1959, también se descubrió el campo petrolífero de Al Suwaydiyah.
La ciudad cuenta con una infraestructura bien desarrollada que incluye 22 km de carreteras, parques públicos, piscinas, clubes familiares, salas de cine y centros culturales. La ciudad tiene un gran aeropuerto que originalmente era un pequeño aeropuerto agrícola, el aeropuerto Abu Hajar. Desde 2015 está siendo utilizado por Estados Unidos como base militar y para uso civil. En Rmelan se han celebrado las conferencias constitucionales del Sistema Federal Democrático del Norte de Siria.